# Slavko Bralić
Slavko Bralić (Spalato, 15 dicembre 1992) è un calciatore croato, difensore del Sarajevo.

## Carriera
Il 1º luglio 2018 viene acquistato a titolo definitivo dalla squadra azera del Neftçi Baku.

## Palmarès

### Club

#### Competizioni nazionali
- Coppa della Bosnia ed Erzegovina: 1

Široki Brijeg: 2016-2017
- Coppa di Serbia: 1

Vojvodina: 2019-2020